# Corky Romano, a kezes farkas
A Corky Romano, a kezes farkas (eredeti cím: Corky Romano) 2001-ben bemutatott amerikai bűnügyi filmvígjáték, melyet Rob Pritts rendezett. A főbb szerepekben Chris Kattan, Fred Ward, Vinessa Shaw, Chris Penn, Peter Berg és Peter Falk látható.
Az Amerikai Egyesült Államokban 2001. október 12-én mutatták be a mozikban. Bár bevételi szempontból jól teljesített, nagyon lesújtó kritikákat kapott.

## Cselekmény
Egy bűnöző család, élükön a befolyásos gengszter apával, arra kényszeríti a család fekete bárányaként kezelt, naiv és jóhiszemű fiát, hogy épüljön be az FBI helyi szervezetébe. Feladata a családra nézve terhelő bizonyítékok megsemmisítése.

## Szereplők
| Színész           | Szerep                        | Magyar hang   |
| ----------------- | ----------------------------- | ------------- |
| Chris Kattan      | Corky Romano / Pissant ügynök | Görög László  |
| Vinessa Shaw      | Kate Russo ügynök             | Pokorny Lia   |
| Peter Falk        | Francis A. "Papa" Romano      | Szabó Gyula   |
| Peter Berg        | Paulie Romano                 | László Zsolt  |
| Chris Penn        | Peter Romano                  | Jászai László |
| Fred Ward         | Leo Corrigan                  | Kárpáti Tibor |
| Matthew Glave     | Brick Davis ügynök            | Németh Gábor  |
| Richard Roundtree | Howard Shuster                |               |
| Roger Fan         | Bob Cox ügynök                | Dévai Balázs  |
| Dave Sheridan     | Terrence Darnell ügynök       |               |
| Michael Massee    | dühös fegyveres               |               |
| Vincent Pastore   | Tony                          |               |
| Zach Galifianakis | Dexter, hacker                |               |
| Rena Mero         | női kidobó                    |               |

## Fogadtatás

### Bevételi adatok
A bemutató hétvégéjén a film 9 millió dolláros bevételével a 3. helyen végzett a mozikban (a Kiképzés és a Banditák mögött). Az észak-amerikai mozikban 24, a többi területen 1,3 millió dollárt sikerült termelnie. A 11 millió dolláros költségvetésű film összbevétele így 25,3 millió dollár lett.

### Kritikai visszhang
A film kritikai fogadtatása nagyon negatív volt. A Rotten Tomatoes weboldalon 84 értékelés alapján 7%-on áll. Az oldal szöveges összefoglalója szerint a „Corky Romano folytatja az SNL-tagokat szerepeltető rossz filmek trendjét. A viccek fárasztóak és humortalanok, a helyzetkomikum pedig erőltetett érzést kelt”.
James Berardinelli filmkritikus négyből fél csillagra értékelte a filmet. Úgy vélekedett, hogy „nagyjából csupán három percig kell nézned ahhoz, hogy rájöjj, elpazaroltad a pénzedet. A kérdés, hogy van-e állóképességed kibírni mind a 80 percet. »Túléltem a Corky Romano-t« pólókat kéne osztogatni mindenkinek, aki a végefőcímig marad és bizonyítani tudja: nem a szundikálás könnyebb útját választotta”. Roger Ebert kollégájához hasonlóan fél csillagot adott a „kétségbeesetten humortalan gengszterparódiára”, mivel „a koncepció elhasznált, az ötletek kimerültek, a fizikális gagek rutinszerűek, a sztori erőltetett, a színészek pedig úgy néznek ki, mint akik alig tudják visszatartani a projekttel szembeni kétkedésüket”.
Miles Beller volt azon kevés kritikusok egyike, akik pozitívan álltak a filmhez: szerinte a Corky Romano a nyilvánvaló hibái ellenére is őszinte szívről tanúskodik. Robert Pattinson színész a kedvenc filmjei közé sorolta a művet.

## Fordítás
- Ez a szócikk részben vagy egészben  a   Corky Romano című angol Wikipédia-szócikk fordításán alapul.  Az eredeti cikk szerkesztőit annak laptörténete sorolja fel. Ez a jelzés csupán a megfogalmazás eredetét és a szerzői jogokat jelzi, nem szolgál a cikkben szereplő információk forrásmegjelöléseként.